# Jo Deseure
Jo Deseure (9 gennaio 1948) è un'attrice belga, vincitrice del Premio Magritte per la migliore attrice nel 2022.

## Biografia
Frequenta l'Institut national supérieur des arts du spectacle et des techniques de diffusion di Bruxelles, diplomandosi nel 1984. Attrice teatrale, debutta nel 1991 al cinema in Toto le héros - Un eroe di fine millennio. Dopo un lungo intervallo dedicato al teatro, nel 2004 torna a interpretare un personaggio in una pellicola cinematografica.

## Filmografia
- Toto le héros - Un eroe di fine millennio (Toto le Héros), regia di Jaco Van Dormael (1991)
- Mon ange, regia di Serge Frydman (2004)
- Soeur Sourire, regia di Stijn Coninx (2009)
- Sans laisser de traces, regia di Grégoire Vigneron (2010)
- La folle vita (Une vie démente), regia di Ann Sirot e Raphaël Balboni (2020)

## Premi e riconoscimenti
Premio Magritte - 2022
Migliore attrice per La folle vita (Une vie démente)